# 白擬蛇鯖
白擬蛇鯖，Thyrsitops lepidopoides，為輻鰭魚綱鱸形目鯖亞目蛇鯖科的其中一種，分布於西南大西洋區，巴西南部至阿根廷及東南太平洋的智利海域，棲息深度30-350公尺，體長可達40公分，棲息在大陸坡，屬肉食性，以小魚與磷蝦為食，可做為食用魚。

## 擴展閱讀
維基物種上的相關：白擬蛇鯖